# Lucilia peruviana
Lucilia peruviana este o specie de muște din genul Lucilia, familia Calliphoridae. A fost descrisă pentru prima dată de Robineau-desvoidy în anul 1830.
Este endemică în Peru. Conform Catalogue of Life specia Lucilia peruviana nu are subspecii cunoscute.